# Grégory Christ
Grégory Christ (* 4. Oktober 1982 in Beauvais) ist ein französischer ehemaliger Fußballspieler.

## Karriere
Christ begann das Fußballspielen bei seinem Heimatverein AS Beauvais, wo er sich von der Jugend bis in die Zweitligamannschaft spielte. Nach dem Abstieg der Mannschaft 2003 wechselte er zwei Ligen tiefer zum Hauptstadtclub Racing Paris, mit dem der Offensivspieler in der Saison 2003/2004 den Aufstieg in die nächsthöhere Klasse schaffte.
Inzwischen waren nicht nur national Vereine auf ihn aufmerksam geworden und so erhielt er ein Angebot aus Belgien vom Erstdivisionär Sporting Charleroi. In den folgenden vier Jahren spielte er erfolgreich in der höchsten belgischen Liga und kam auf über 100 Einsätze.
2008 bekundete dann der deutsche Bundesligaabsteiger MSV Duisburg Interesse an dem Franzosen. Grégory Christ, dessen Vertrag bei Charleroi noch bis 2011 läuft, wurde für ein Jahr ausgeliehen und spielte in der Saison 2008/09 für die „Zebras“ in der 2. Bundesliga.
Im Sommer 2010 verließ Christ Charleroi zu Ligakonkurrent VV St. Truiden. Anfang 2011 wurde er für ein halbes Jahr an den griechischen Zweitligisten Panthrakikos verliehen. Im Sommer 2011 kehrte er nach St. Truiden zurück. Am Ende der Saison 2011/12 musste er mit seinem Verein absteigen. Anschließend schloss er sich Újpest Budapest an. Von Anfang bis Mitte 2014 spielte er für Royal White Star Brüssel, ehe er seine Laufbahn im Amateurfußball fortsetzte.